# Tuukka Rask
Tuukka Mikael Rask (* 10. März 1987 in Savonlinna) ist ein ehemaliger finnischer Eishockeytorwart. Er bestritt zwischen 2007 und 2022 insgesamt 564 Partien für die Boston Bruins in der National Hockey League (NHL), nachdem ihn die Toronto Maple Leafs im NHL Entry Draft 2005 an 21. Position ausgewählt hatten. Mit den Bruins, bei denen er unter anderem die Rekorde für die meisten Spiele und Siege (308) hält, gewann er in den Playoffs 2011 den Stanley Cup. Insgesamt galt der Finne in den 2010er-Jahren als einer der besten Torhüter der NHL, so erhielt er mit der Vezina Trophy (2014) und der William M. Jennings Trophy (2020) die beiden wesentlichen Auszeichnungen auf dieser Position. Mit der finnischen Nationalmannschaft errang er unter anderem die Bronzemedaille bei den Olympischen Winterspielen 2014.

## Karriere
Tuuka Rask begann seine Laufbahn bei dem Verein Savonlinnan Pallokerho, für den er während der Spielzeit 2002/03 in der Suomi-sarja debütierte. Parallel lief er für die Junioren des Vereins in der Nuorten SM-liiga auf. Mit 16 Jahren wechselte er in den Nachwuchsbereich von Tampereen Ilves, wo er in der finnischen Nuorten SM-liiga beeindruckende Fangquoten von 93 %, sowie geringe Gegentorschnitte aufweisen konnte. In der Folge erhielt er einzelne Einsätze in der Profimannschaft von Ilves in der SM-liiga, wobei er kontinuierlich vom dritten zum zweiten Torhüter aufgebaut wurde. Insbesondere in der Saison 2005/06 erhielt er viel Eiszeit.
Während des NHL Entry Draft 2005 wählten ihn die Toronto Maple Leafs in der ersten Runde an 21. Stelle aus, Rask verblieb jedoch zunächst in Finnland. Im Juni 2006 gaben die Toronto Maple Leafs, die nach dem Draft 2005 die NHL-Rechte an Rask besaßen, ihre Ansprüche an ihm im Rahmen eines Tauschgeschäfts an die Boston Bruins ab, die dafür den Torhüter Andrew Raycroft nach Toronto schickten. Zu Beginn der Saison 2006/07 konkurrierte Rask mit dem fast gleich alten Riku Helenius um die Position des ersten Torwarts bei Ilves und setzte sich dabei durch. Er absolvierte 56 Einsätze in Hauptrunde und Playoffs und erreichte dabei Fangquoten von über 92 %.

### Boston Bruins

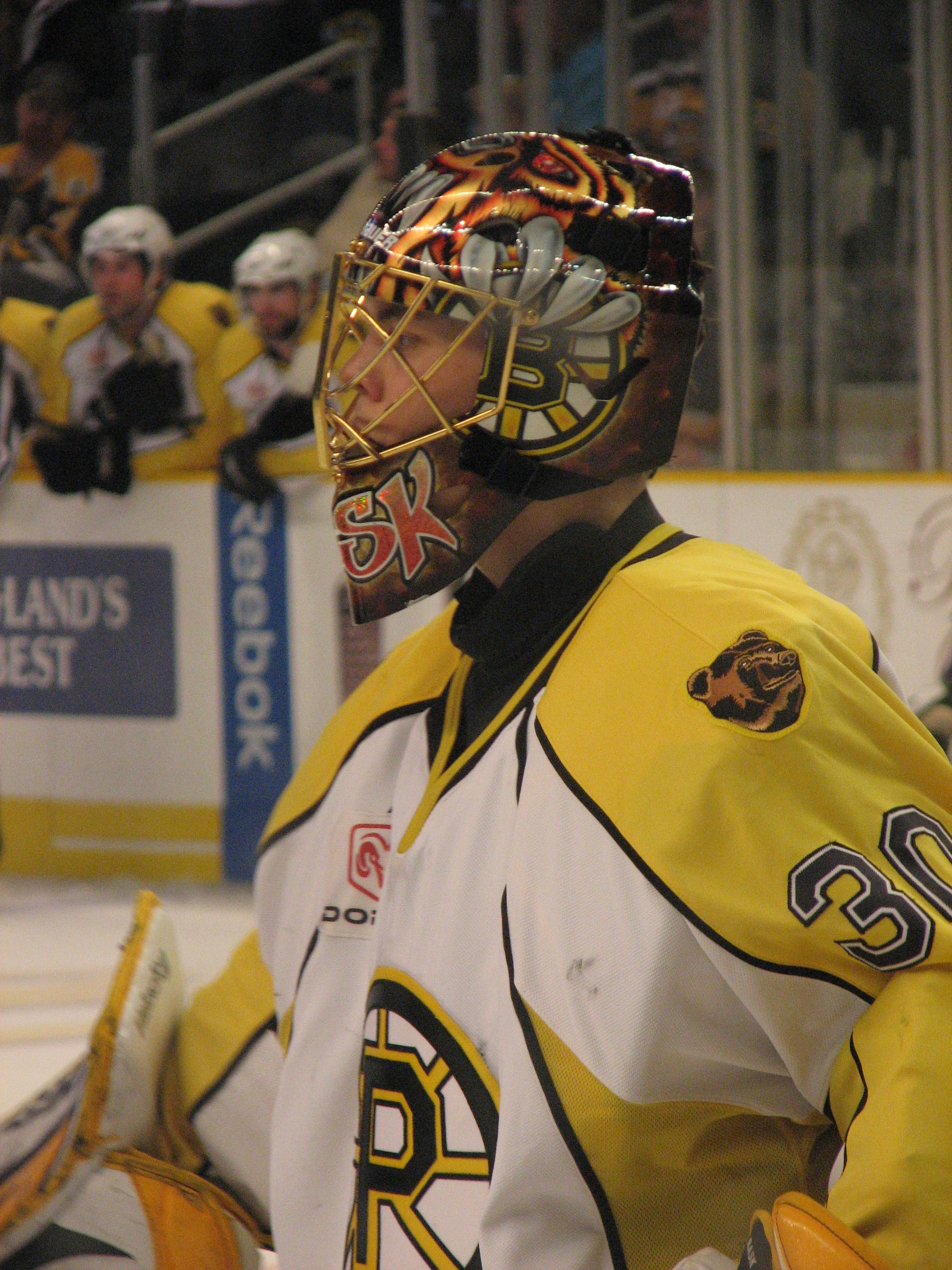
Tuukka Rask im Trikot der Providence Bruins (2008)

Am 5. Mai 2007 unterzeichnete Rask einen Dreijahresvertrag mit den Boston Bruins und nahm anschließend das Training beim Farmteam der Bruins, den Providence Bruins aus der American Hockey League, auf. Bei den Providence Bruins fungierte Rask in der folgenden Spielzeit als Stammtorhüter und erhielt am 5. November 2007 seine erste Berufung in den NHL-Kader des Franchise. Zwei Wochen später gelang ihm sein erster Sieg in der National Hockey League, als die Bruins sein Draft-Team, die Maple Leafs, mit 4:2 bezwangen.

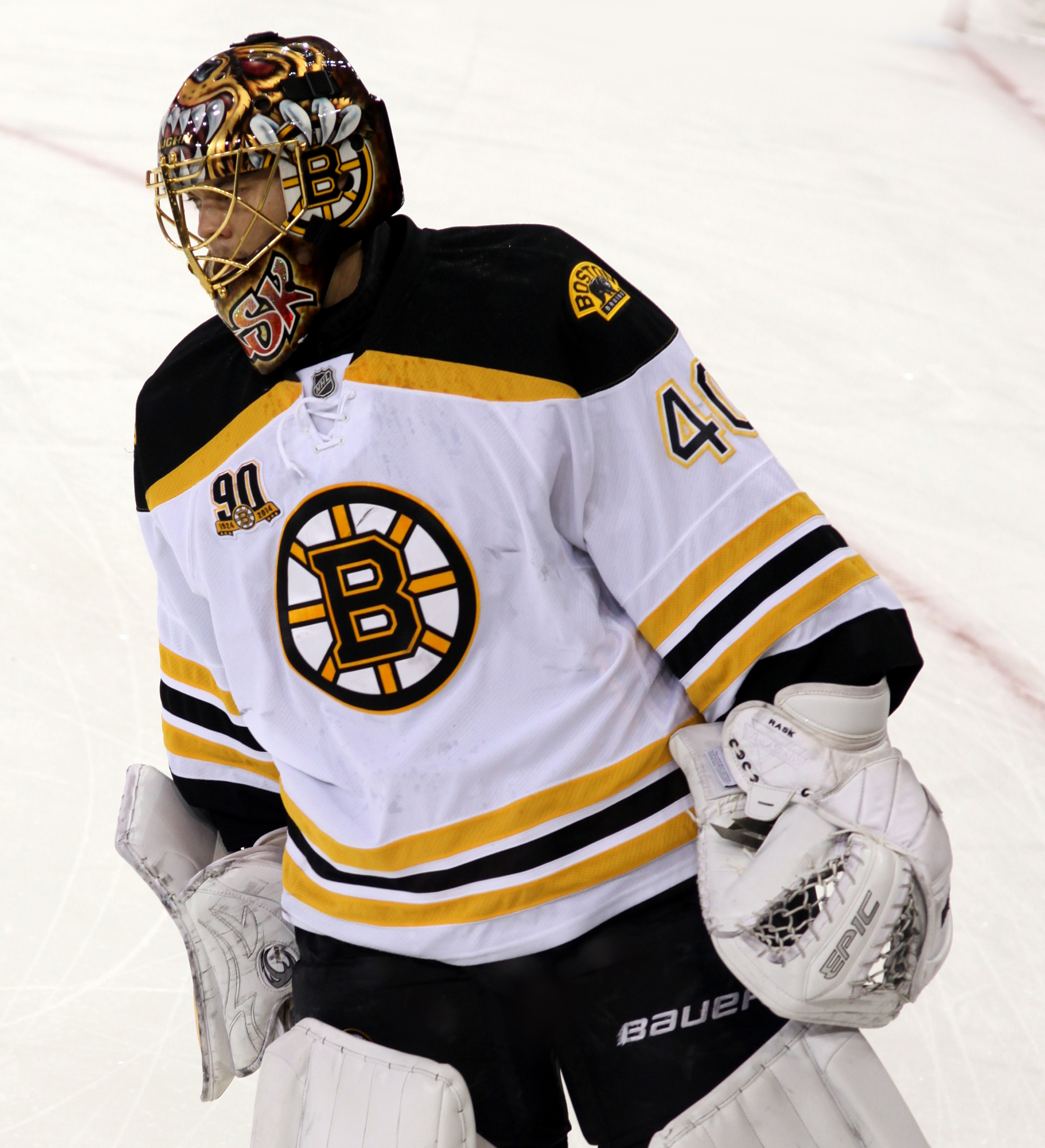
Tuukka Rask im Trikot der Boston Bruins (Nov. 2013)

Während der Vorbereitungsspiele für die NHL-Saison 2008/09 gehörte Rask statistisch zu den besten Torhütern der Bruins (neben Manny Fernandez, Tim Thomas und Kevin Regan), wurde aber trotzdem erneut ins Farmteam geschickt, da die Bruins auf das Duo Thomas und Fernandez setzen wollten. Aufgrund einer Verletzung von Fernandez kurz nach dem All-Star Game 2009 erhielt Rask am 31. Januar 2009 seinen einzigen Einsatz während der Spielzeit, wobei er seinen ersten NHL-Shutout erreichte.

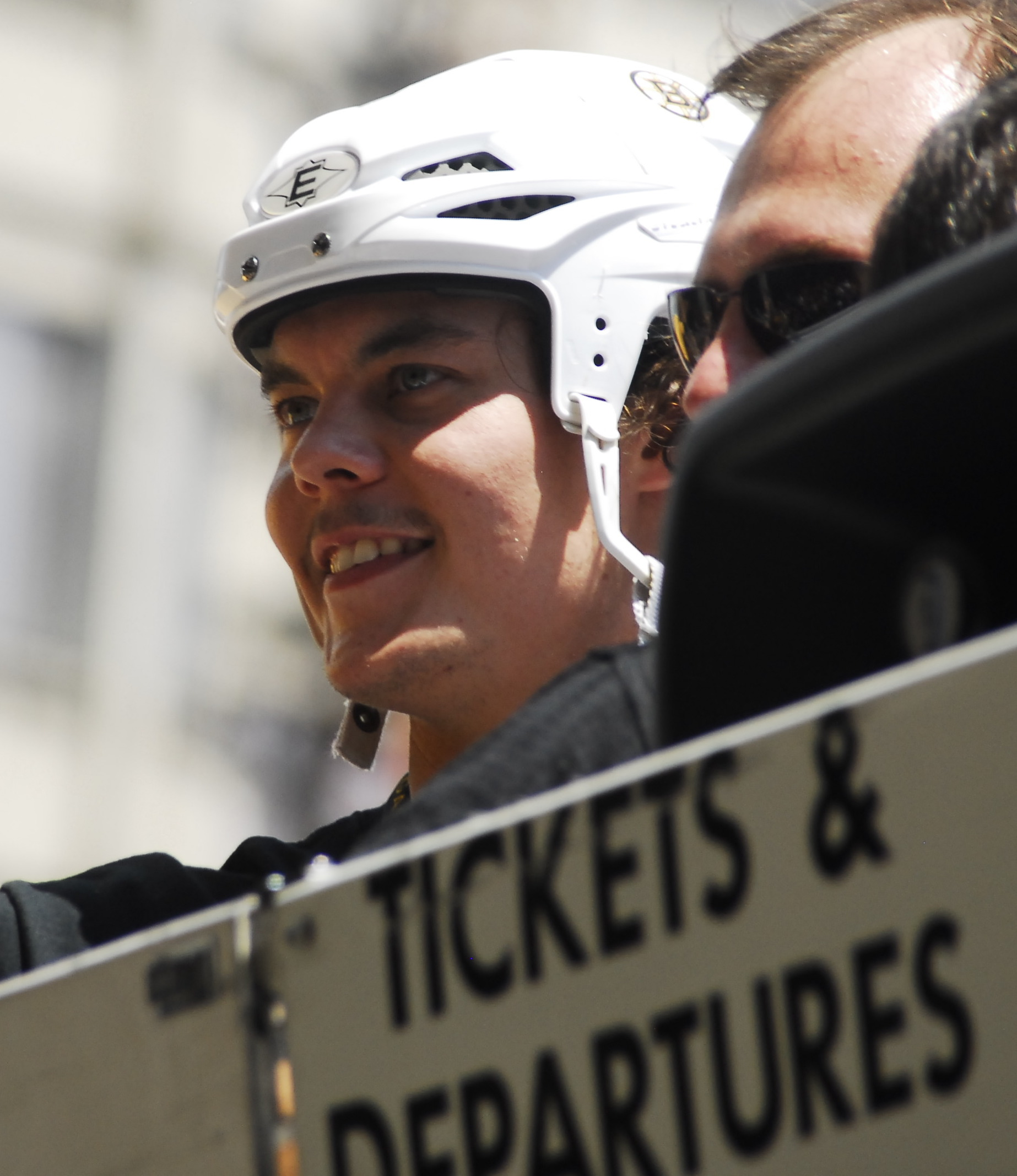
Rask während der Stanley-Cup-Parade 2011

Während der folgenden Spielzeit war Rask ständiger Bestandteil des NHL-Kaders und Back-Up von Thomas. Im November 2009 unterzeichnete er daraufhin einen Vertragsverlängerung über zwei Jahre, die sein Einkommen auf etwa 1,5 Millionen US-Dollar steigen ließ. Rask absolvierte in der Folge 45 Einsätze, in denen er mit einem Gegentorschnitt von 1,97 und einer Fangquote von 93,1 % statistisch der beste Torhüter der NHL war. Zudem löste er Tim Thomas allmählich als Stammtorhüter ab und kam in 13 Playoff-Spielen zum Einsatz, während Thomas keines absolvierte. In der Spielzeit 2010/11 kehrte Thomas diesen Trend um und fand zu alter Stärke zurück, so dass Rask nur 29 Partien absolvierte, am Saisonende aber mit den Bruins den Stanley Cup gewann. Damit war er nach Antti Niemi der zweite finnische Torhüter, der diese Trophäe gewann. In der Spielzeit 2013/14 wurde er in Anbetracht einer Fangquote von 92,9 %, einem Gegentorschnitt von 2,04 sowie sieben Shutouts mit der Vezina Trophy geehrt, die den besten Torwart der NHL auszeichnet. Zudem wählte man ihn ins NHL First All-Star Team.
Im Februar 2019 verzeichnete Rask seinen 253. Sieg im Trikot der Bruins und übertraf somit den Franchise-Rekord von 252 gewonnenen Spielen, der seit den 1930er Jahren vom späteren Hall-of-Fame-Mitglied Tiny Thompson gehalten wurde. Am Ende der verkürzten Spielzeit 2019/20 ließen er und sein Teamkollege Jaroslav Halák die wenigsten Gegentore zu, sodass beide die William M. Jennings Trophy erhielten. Die anschließenden Playoffs 2020 verließ der Finne Mitte der zweiten Runde wegen familiärer Gründe, ehe er am Saisonende ins NHL Second All-Star Team berufen wurde. Im April 2021 wiederum wurde er zum 37. Torhüter der Ligageschichte, der die Marke von 300 Siegen erreichen konnte.
Im Sommer 2021 wurde sein auslaufender Vertrag in Boston vorerst nicht verlängert, unter anderem auch deshalb, weil er sich einer Hüftoperation unterziehen musste und voraussichtlich erst im Januar 2022 wieder einsatzbereit sein würde. Zugleich gab er an, bei keinem anderen NHL-Team als den Bruins spielen zu wollen. Im Januar 2022 erhielt er schließlich einen Probevertrag bei Bostons Farmteam, den Providence Bruins, ohne dort jedoch zum Einsatz zu kommen. Wenige Tage später gaben die Bruins bekannt, dass Rask in Boston einen neuen Einjahresvertrag unterzeichnet hat.
Nach nur vier weiteren Partien im Trikot der Bruins gab Rask jedoch im Februar 2022 das Ende seiner aktiven Karriere bekannt. Seine NHL-Laufbahn beendete er dabei mit einer Fangquote von 92,1 %, was in der Ligahistorie zu diesem Zeitpunkt unter Torhütern mit mehr als 200 Spielen nur von Dominik Hašek (92,2 %) und Ken Dryden (92,1 %) übertroffen wurde.

### International
Rask vertrat Finnland bei den U18-Junioren-Weltmeisterschaften 2004 und 2005 sowie bei den U20-Junioren-Weltmeisterschaften 2005, 2006 und 2007.
Bei den Welttitelkämpfen der U18-Junioren 2004 absolvierte Rask fünf Partien, in denen er einen Gegentorschnitt von 1,61 und eine Fangquote von 92,7 % erreichte. Damit gehörte er statistisch zu den besten Torhütern des Turniers. Ein Jahr später konnte er diese Leistungen nicht bestätigen, zumal er sowohl bei den U18- als auch bei den U20-Weltmeisterschaften zum Einsatz kam. Im Gegensatz dazu wusste er bei der U20-Weltmeisterschaft 2006 zu überzeugen, gewann die Bronzemedaille mit der finnischen U20-Auswahl, wurde als bester Torwart ausgezeichnet und in das All-Star-Team des Turniers gewählt.
Beim olympischen Eishockeyturnier 2014 in Sotschi gewann er mit der finnischen Nationalmannschaft die Bronzemedaille und blieb im Spiel um Platz drei ohne Gegentor. Zudem vertrat er sein Heimatland beim World Cup of Hockey 2016.

## Erfolge und Auszeichnungen
| - 2008 Teilnahme am AHL All-Star Classic - 2011 Stanley-Cup-Gewinn mit den Boston Bruins - 2014 Vezina Trophy - 2014 NHL First All-Star Team - 2017 Teilnahme am NHL All-Star Game | - 2017 NHL-Spieler des Monats Dezember - 2020 Teilnahme am NHL All-Star Game (persönlicher Verzicht) - 2020 William M. Jennings Trophy (gemeinsam mit Jaroslav Halák) - 2020 NHL Second All-Star Team |

### International
- 2006 Bronzemedaille bei der U20-Junioren-Weltmeisterschaft
- 2006 Bester Torwart der U20-Junioren-Weltmeisterschaft
- 2006 All-Star-Team der U20-Junioren-Weltmeisterschaft
- 2014 Bronzemedaille bei den Olympischen Winterspielen

## Karrierestatistik

### International
Vertrat Finnland bei:
| - U18-Junioren-Weltmeisterschaft 2004 - U20-Junioren-Weltmeisterschaft 2005 - U18-Junioren-Weltmeisterschaft 2005 - U20-Junioren-Weltmeisterschaft 2006 | - U20-Junioren-Weltmeisterschaft 2007 - World Cup of Hockey 2016 - Olympischen Winterspielen 2014 |

(Legende zur Torhüterstatistik: GP oder Sp = Spiele insgesamt; W oder S = Siege; L oder N = Niederlagen; T oder U oder OT = Unentschieden oder Overtime- bzw. Shootout-Niederlage; Min. = Minuten; SOG oder SaT = Schüsse aufs Tor; GA oder GT = Gegentore; SO = Shutouts; GAA oder GTS = Gegentorschnitt; Sv% oder SVS% = Fangquote; EN = Empty Net Goal; 1 Play-downs/Relegation; Kursiv: Statistik nicht vollständig)

## Sonstiges
Rask ist der Namensgeber von Thaumatodryinus tuukkaraski, einer Zikadenwespen-Art, die 2015 in Kenia entdeckt wurde. Einer der beteiligten Insektenkundler war Fan der Boston Bruins.